# Асфоделина
Асфодели́на (лат. Asphodeline) — род однодольных цветковых растений, включённый в семейство Асфоделовые (Asphodelaceae).

## Название
Научное название рода Asphodeline происходит от названия близкородственного рода Asphodelus. Оно было впервые употреблено немецким ботаником Людвигом Райхенбахом в 1830 году, когда несколько видов этого рода были выделены в отдельную группу.

## Ботаническое описание
Представители рода — однолетние, двулетние и многолетние корневищные травянистые растения с цилиндрическими или вздутыми корнями.
Листья в основном прикорневые, линейные, мясистые, в основании с плёнчатым стеблеобъемлющим влагалищем.
Цветки зигоморфные (двусторонне-симметричные), в густых кистевидных или колосовидных соцветиях, реже одиночные. Околоцветник белого, розоватого, жёлтого или оранжеватого цвета, почти до основания разделён на узкие прямые или изогнутые доли. Тычинки изогнутые, три внешних короче трёх внутренних; пыльники гладкие. Пестик нитевидный, с узким выпуклым рыльцем. Завязь трёхгнёздная.
Плод — кожистая коробочка с 6 трёхгранными семенами.

## Ареал
Виды асфоделины распространены в основном в Средиземноморском регионе, некоторые известны из Передней Азии. Типовой вид описан из Далмации.

## Таксономия
|  |                                      |  |                                                         |                                                         |                         |  | ещё 13 семейств (согласно Системе APG III) |             |                |          |
|  |                                      |  |                                                         |                                                         |                         |  |                                            |             |                | 17 видов |
|  |                                      |  |                                                         | порядок Спаржецветные                                   |                         |  |                                            |             | род Асфоделина |          |
|  |                                      |  |                                                         | порядок Спаржецветные                                   |                         |  |                                            |             | род Асфоделина |          |
|  | отдел Цветковые, или Покрытосеменные |  |                                                         |                                                         | семейство Ксанторреевые |  |                                            |             |                |          |
|  | отдел Цветковые, или Покрытосеменные |  |                                                         |                                                         |                         |  |                                            |             |                |          |
|  |                                      |  | ещё 58 порядков цветковых растений (по Системе APG III) | ещё 58 порядков цветковых растений (по Системе APG III) |                         |  |                                            | ещё 23 рода | ещё 23 рода    |          |
|  |                                      |  |                                                         | ещё 58 порядков цветковых растений (по Системе APG III) |                         |  |                                            |             | ещё 23 рода    |          |

### Виды
По информации базы данных The Plant List, род включает 17 видов:
- Asphodeline anatolica Tuzlaci, 1983
- Asphodeline baytopiae Tuzlaci, 1983
- Asphodeline brevicaulis (Bertol.) J.Gay ex Baker, 1876
- Asphodeline cilicica Tuzlaci, 1983
- Asphodeline damascena (Boiss.) Baker, 1876
- Asphodeline globifera J.Gay ex Baker, 1876
- Asphodeline liburnica (Scop.) Rchb., 1830 — Асфоделина либорнская
- Asphodeline lutea (L.) Rchb., 1830 — Асфоделина жёлтая
- Asphodeline peshmeniana Tuzlaci, 1983
- Asphodeline prismatocarpa J.Gay ex Boiss., 1882
- Asphodeline prolifera (M.Bieb.) Kunth, 1843 — Асфоделина древовидная
- Asphodeline recurva Post, 1895
- Asphodeline rigidifolia (Boiss. & Heldr.) Baker, 1876
- Asphodeline sertachiae Tuzlaci, 1998
- Asphodeline taurica (Pall.) Endl., 1842 — Асфоделина крымская
- Asphodeline tenuior (Fisch. ex M.Bieb.) Ledeb., 1852 — Асфоделина тонкая
- Asphodeline turcica Tuzlaci, 1998